# Burg Uda
Die Burg Uda ist die Ruine einer mittelalterlichen Burg im Ortsteil Oedt der Gemeinde Grefrath am Niederrhein.

## Geschichte
| Jahr       | Beschreibung |
| ---------- | --- |
| 1300 (ca.) | Erbauung des castrum Ude durch Dietrich Luf III. von Kleve, Graf von Hülchrath und Herr von Kervenheim und Oedt. Im Grundriss bereits in der Gestalt, die bis zur Mitte des 17. Jahrhunderts bestanden hat. |
| 1313       | Urkundliche Erwähnung der Burg als castrum Ude als sie dem Kölner Erzbischof Heinrich II. von Virneburg als Lehen aufgetragen wurde. In der Nähe der Burg entstand die Burgsiedlung Oedt. |
| 1348       | Erstmalige Erwähnung des Burgdorfes dorp zu Oede, die Burg wurde für 8.000 Goldschilde an den Markgrafen Wilhelm von Jülich verkauft. Sie diente als Verteidigungsanlage gegen die Herzogtümer Jülich und Geldern. Als Landesburg erfüllte Uda die gleichen Funktionen wie die kurkölnischen Anlagen in Hülchrath, Kempen, Lechenich, Linn, Zons und Zülpich. |
| 1349       | Aus Geldnot wurde die Burg (sowie die Herrschaft Oedt) für 20.000 Goldschilde an den Kölner Erzbischof Walram verkauft. |
| 1477       | Als letzte Bastion der Kölner Stiftsfehde fiel die Burg in die Hände von Hermann von Hessen. |
| 1560       | Unter Johann von Brempt wurden umfangreiche Instandsetzungsarbeiten durchgeführt. |
| 1582/83    | Während des Kölnischen Krieges wurde die Burg von unterschiedlichen Kräften besetzt. |
| 1643       | Im Nachgang der Schlacht auf der Kempener Heide zerstörten hessische Truppen unter Carl von Rabenhaupt die Burg und den Ort Oedt. Die Wehranlagen wurden nicht wieder hergestellt, die restlichen Gebäude dienten ca. 100 Jahre als Armenhaus. |
| 1757       | Im Siebenjährigen Krieg wurde die Burganlage bis auf den heute noch erhaltenen Rundturm abgebrochen. |
| 1794 (ab)  | Die Burg kam (wie das gesamte Rheinland) unter französische Herrschaft und gehörte zum Arrondissement de Crévelt. |
| 1815       | Nach dem Wiener Kongress kam die Burg zum Königreich Preußen. |
| 1861       | Die Tor- und Wallanlagen wurden niedergelegt, um eine Ausdehnung von Oedt nach Süden und Osten zu ermöglichen. |
| 1955       | Die Gemeinde Oedt kaufte die Burgruine und das angrenzende Gelände von einem Privatmann aus Uerdingen. |
| 1957       | Umfangreiche Sanierungsmaßnahmen retten die Ruine vor dem Verfall. |
| 1959       | Erste Testgrabungen durch das Rheinische Landesmuseum Bonn werden durchgeführt. |
| 1961       | Bei ersten Ausgrabungen konnten die Fundamente freigelegt werden. Weiterhin wurden eine Menge interessanter Kleinfunde geborgen. |
| 1987       | Die Burg Uda wurde unter der Nummer 18 in der Denkmalliste der Gemeinde Grefrath eingetragen. |
| Heute      | Heute sind nur noch einer der Rundtürme, die Fundamente sowie Reste vom Mauerwerk erhalten. Die nahe der Niers gelegene Burganlage gilt als Wahrzeichen von Oedt und wird seit 2012 vom Heimatverein Oedt genutzt. Der Turm kann in der Regel jeden Sonntag besichtigt werden (s. Website des Heimatvereins Oedt).                                            |